# Agromyza microproboscis
Agromyza microproboscis este o specie de muște din genul Agromyza, familia Agromyzidae, descrisă de Friedrich Georg Hendel în anul 1931.
Este endemică în Tunisia. Conform Catalogue of Life specia Agromyza microproboscis nu are subspecii cunoscute.